# Red Sonja (1985)
Red Sonja is een in Nederlands-Amerikaanse actiefilm uit 1985 van Richard Fleischer met in de hoofdrollen Brigitte Nielsen en Arnold Schwarzenegger.

## Verhaal
De wrede koningin Gedren vermoordt Sonja's familie. Een mysterieuze openbaring geeft Sonja bovennatuurlijke krachten en een kans om wraak te nemen. Tijdens hun zoektocht naar Gedren ontmoet Sonja Kalidor.

## Rolverdeling
| Acteur                | Personage                         |
| --------------------- | --------------------------------- |
| Brigitte Nielsen      | Red Sonja                         |
| Arnold Schwarzenegger | Kalidor                           |
| Sandahl Bergman       | Koningin Gedren                   |
| Paul L. Smith         | Falkon                            |
| Ernie Reyes Jr.       | Prins Tarn                        |
| Ronald Lacey          | Ikol                              |
| Pat Roach             | Heer Brytag                       |
| Janet Ågren           | Varna, zus van Red Sonja          |
| Tutte Lemkow          | Tovenaar                          |
| Sven-Ole Thorsen      | Lijfwacht Heer Brytag (onvermeld) |